# DJ Assad
DJ Assad (Paris, 14 de dezembro de 1982) é um DJ e produtor-Compositor. Ele é mais conhecido por seu show "Royal Mix" em várias estações francesas. Em 2010, ele lançou o álbum Playground.francês.

## Biografia
Nativo da ilha Maurícia, iniciou sua carreira como DJ em 2000. Começou no rádio em 2002, com Antoine Baduel (CEO FG Radio DJ), com quem ele lançou o conceito de "Escola FG". O programa durou quatro anos todo sábado das 13h às 14h na FG Rádio DJ. Em 2006 iniciou na Fun Rádio um programa chamado "Royal Mix" com seu irmão, o DJ Milouz. O programa é realizado todos os sábados das 19h às 21h.
Além de seu trabalho de rádio, ele encontrou sucesso gráfico na França com "Everybody Clap" e "Summer Lovin", ambos creditados ao DJ Assad vs Maradja. Ele também misturou músicas de sucesso em vários locais noturnos como Pacha, Vip Room, Papagayo, Acapulco, Louise Gallery e Platinum.
Em 2010, DJ Assad lançou seu primeiro álbum Playground com colaborações de Vincent Brasse, Big Ali, Willy William e Greg Parys com "For Your Eyes" como o single principal do álbum.
A partir de agosto de 2010, DJ Assad e o colega DJ Milouz mudaram o show "Royal Mix" para NRJ aos sábados das 8 às 10 horas com Romuald Boulanger e depois Léo Lanvin apresentando o show. Em setembro de 2011, o show foi reduzido para 1 hora e foi animado por Anto. Ele é chamado para fazer a primeira parte dos concertos na França pelos artistas americanos Usher, bem como a de Beyonce, Jennifer Lopez e a artista internacional colombiana Shakira.,
Em 2012, DJ Assad lançou o single durante a temporada de verão, Make It Hot, interpretado pela cantora Sabrina Washington e viciada com o famoso cantor britânico Craig David e Mohombi e Greg Parys
Em dezembro de 2013, DJ Assad é escolhido para cuidar da primeira parte da turnê francesa de Will.i.am.
Em 2013, ele lançou o título Li Tourner, sega Alain Ramanisum lançado em 2001, remixado com Willy William. Será um cartão real e ele assina o sucesso do verão de 2013, ranking número um na rádio e em todos os clubes da França, este título o ganhará para ganhar um NRJ DJ Awards e um recorde de ouro.
Em janeiro de 2014, ele retorna com um remix da famosa música Enamórame interpretada por Papi Sánchez em 2004, também retorna na versão de 2014 acompanhada por Luyanna.
DJ Assad escolherá gravar o video da música Enamórame no coração de Nova York, um vídeo dirigido pela Dreamlife Productions, que também produziu e dirigiu os hits Li Tourner, Alalila e We Are One.
Em maio de 2014, DJ Assad lançou o single Alalila com Denis Azor, Mario Ramsamy e Willy William, o single ficará entre os 5 melhores clubes de sucesso ao longo do verão.
DJ Assad é um dos raros DJs que classificou 3 títulos (Li Tourner, Enamorame e Alalila) nos 5 melhores rankings do clube de sucesso durante o mesmo período (verão de 2014).
Em 12 de novembro de 2014, ele foi nomeado para o NRJ DJ Awards na melhor categoria masculina francesa de DJ ao lado de David Guetta, Antoine Clamaran, DJ Snake e Daft Punk. Em dezembro de 2014, DJ Assad lançou o single We Are One com o cantor Greg Parys, essa música simboliza a unidade dos povos e a riqueza da diversidade.
Em 2017, DJ Assad é compositor do título de J Balvin, Mi gente com willy william

## Singles
- 2002 : "Royal Mix" (com DJ Milouz)
- 2007 : "Everybody Clap" (com Maradja)
- 2008 : "Summer Lovin'" (com Maradja)
- 2009 : "Oh Oh" (com Maradja) , "Just Dance" (com DJ Milouz, Wreckid e Kyle)
- 2010 : "For Your Eyes" (com Vincent Brasse)
- 2010 : "Playground" (com Big Ali)
- 2010 : "So Far Away" (Com. Nadia Lindor)
- 2011 : "Pop My Life" (feat. Vincent Brasse)
- 2011 : "See U Again" (Je Crois En Toi) (Com. Gilles Luka & Nadia Lindor)
- 2012 : "Make It Hot" (Com. Sabrina Washington)
- 2012 : "Addicted" (Com. Mohombi, Craig David & Greg Parys)
- 2013 : "Li Tourner 2013" (Com. Alain Ramanisum & Willy William)
- 2014 : "Twist 2K14" (Com Matt Houston)
- 2014 : "Alalila" (Le Sega) (Com. Denis Azor & Mario Ramsamy & Willy William)
- 2014 : "We Are One" (Com. Greg Parys)
- 2015 : "Olé" (Com. Big Ali et Greg Parys)
- 2016 : "Le Temps Passe" (Com. Mohombi & Dalvin)
- 2020 : Candela, (Com. T Garcia).

## Composição
- 2017: "Mi Gente" - co-escrito com J Balvin, Willy William, Andrés David Restrepo e Mohombi- interpretado por J Balvin e Willy William